# Диди-Недзи
Диди-Недзи (груз. დიდი ნეძი) — село в Грузии, на территории Зугдидского муниципалитета края (мхаре) Самегрело-Верхняя Сванетия.

## География
Село находится в западной части Грузии, на левом берегу реки Джуми, на расстоянии приблизительно 12 километров (по прямой) к юго-западу от города Зугдиди, административного центра муниципалитета. Абсолютная высота — 10 метров над уровнем моря.

## Население
По результатам официальной переписи населения 2014 года в Диди-Недзи проживало 752 человека (384 мужчины и 368 женщин). В национальной структуре населения грузины составляли 99,7 %.
| Год  | Население, человек |
| ---- | ------------------ |
| 2002 | 435                |
| 2014 | ↗ 752              |